# Ришардув (Кутновський повіт)
Ришардув (пол. Ryszardów) — село в Польщі, у гміні Ланента Кутновського повіту Лодзинського воєводства.
У 1975-1998 роках село належало до Плоцького воєводства.